# Alidhoo
Alidhoo is een van de onbewoonde eilanden van het Haa Alif-atol behorende tot de Maldiven. Het eiland ligt in het noorden van het atol Thiladhunmathi-atol. Alidhoo is ellipsvormig met een lengte van ongeveer 450 meter en een breedte van ongeveer 400 meter. Het eiland heeft een oppervlakte van ongeveer 16 hectare. Het eiland bestaat uit een 1 à 1,5 meter boven zee uitkomend plateau van koraal omgeven door enkele meters breed zandstrand. De vegetatie is tropisch en bestaat voornamelijk uit kokospalmen en bananenplanten.

## Geografie
Het eiland heeft geen lagune en is derhalve ook geen onderdeel van een groter geheel van eilandjes die een lagune omsluiten, zoals vaak het geval is in een atol. Het eiland ligt op twee kilometer afstand van het dichtstbijzijnde eiland, het bewoonde Muraidhoo. Op iets meer dan twee kilometer ligt het landbouw-eiland Maafahi, een verder onbewoond eiland wat door de Maldivische regering verhuurd is als privé landbouw-ontwikkelingsgebied. Het dichtstbijzijnde vliegveld ligt op 11 kilometer afstand (20 minuten varen) en ligt op het eiland Hanimadhoo. Vanaf hier gaan dagelijkse vluchten naar de hoofdstad Malé (50 minuten vliegen).

## Resort
Alidhoo staat officieel te boek als onbewoond. Sinds 2006 is op het eiland echter een eilandvullend resort gebouwd, bestaande uit zo'n 100 vakantiehuisjes en enkele algemene gebouwen, zoals een tennisbaan en een zwembad. Dit resort is een van de eerste resorts in dit gedeelte van de Maldiven, wat vanwege zijn ligging nog maar weinig toeristisch ontwikkeld was. De eigenaar van het resort heeft het eiland omgedoopt tot Cinnemon Island (kaneeleiland). Alle vakantiehuisjes bevinden zich op of aan het strand.